# Galeosoma schreineri
Galeosoma schreineri är en spindelart som beskrevs av Hewitt 1913. Galeosoma schreineri ingår i släktet Galeosoma och familjen Idiopidae. Inga underarter finns listade i Catalogue of Life.